# Turpial castany
El turpial castany (Icterus spurius) és una espècie d'ocell de la família dels ictèrids (Icteridae) que habita matolls, boscos horts i pobles. Cria des del sud del Canadà a Saskatchewan i sud de Manitoba, cap al sud, a l'ample de la meitat oriental dels Estats Units fins al centre de Mèxic. Passa l'hivern al sud de Mèxic, Amèrica Central i zona limítrofa d'Amèrica del Sud.